# Министарство иностраних послова Републике Српске
Министарство иностраних послова Републике Српске (МИП РС) некадашње је министарство Републике Српске од 1992. до 1998. године.
За све вријеме његовог постојања министар је био проф. др Алекса Буха (кроз шест различитих састава Владе).

## Историја
Вршиоци дужности предсједника Републике, др Биљана Плавшић и др Никола Кољевић, прогласили су 28. фебруара 1992. године Закон о Влади којим је предвиђено да Влада има предсједника и два потпредсједника Владе и 13 чланова — министара. Предсједници извршних органа области су по положају били чланови Владе са статусом министра. Један од министара је био „министар за иностране послове”. Затим, предсједник Предсједништва Српске Републике Босне и Херцеговине др Радован Караџић прогласио је Закон о министарствима којим је основано Министарство иностраних послова.
Након потписивања Дејтонског мировног споразума (1995) којим је Република Српска међународно призната као ентитет, Министарство иностраних послова је наставило постојати у прелазном периоду будући да је спољна политика дата у надлежност институција Босне и Херцеговине. Сходно томе, предсједник Републике Српске проф. др Биљана Плавшић прогласила је 13. фебруара 1997. нови Закон о министарствима према којем је прописано и Министарство иностраних послова. Међутим, Министарство је престало са радом почетком 1998. године.
Данашње Министарство за европске интеграције и међународну сарадњу Републике Српске својеврсни је насљедник Министарства иностраних послова и обавља управне и друге стручне послове који се односе на нормативно уређивање организовања и рада привредних представништава Републике Српске у иностранству, праћење реализације њихових програма и планова рада те предузимање мјера и активности за њихов координисан и ефикаснији рад.

## Дјелокруг
Министарство иностраних послова (1992—1996) вршило је управне и друге стручне послове који су се односили на: остваривање политичких, дипломатских, културних и других односа Републике Српске са органима других држава и међународних организација; конзуларноправне послове; међународну помоћ; успостављање, одржавање и унапређивање културних односа са исељеницима из Републике, њиховим удружењима, грађанима Републике на боравку и раду у иностранству и члановима њихових породица, те припадницима народа и народности Републике у другим републикама; образовну сарадњу са другим државама и међународним организацијама, стипендирање, редовно школовање, специјализације; програме научно-техничке сарадње са другим државама и међународним организацијама, као и међународне споразуме о научно-техничкој сарадњи; програме културне сарадње са другим државама и међународним организацијама и међународне споразуме о културној сарадњи, као и друге послове са елементом иностраности који му се ставе у надлежност.
Министарство иностраних послова (1997—1998) учествовало је у избору функционера представника Републике Српске у заједничком Министарству иностраних послова Босне и Херцеговине, амбасадора и дипломатско-конзуларних представника Републике Српске у амбасадама и дипломатско-конзуларним представништвима Босне и Херцеговине, старало се да они вјерно заступају интересе Републике Српске и у ту сврху усмјеравало њихов рад; предлагало оснивање представништава Републике Српске у другим земљама и организовало и контролисало њихов рад; вршило управне и друге стручне послове који су се односили на: остваривање политичких, културних и других односа Републике са органима других држава и међународних организација; међународну помоћ; успостављање, одржавање и унапређивање културних односа са исељеницима из Републике, њиховим удружењима, грађанима Републике на боравку и раду у иностранству и члановима њихових породица; образовну сарадњу са другим државама и међународним организацијама, стипендирање, редовно школовање, специјализације; програме научно-техничке сарадње, као и међународне споразуме о научно-техничкој сарадњи; програме културне сарадње са другим државама и међународним организацијама и међународне споразуме о културној сарадњи, као и друге послове са елементом иностраности који му се ставе у надлежност.